# كيرا أوستين
كيرا أوستين (بالإنجليزية: Kiera Austin)‏ هي لاعبة كرة الشبكة أسترالية، ولدت في 26 أغسطس 1997 في سيدني في أستراليا.